# Hispala Fecènia
Hispala Fecènia (en llatí Hispala Fecenia) va ser una dona romana, esclava de naixement i després lliberta que l'any 186 aC va ser amant de Publi Ebuci i va viure al barri de l'Aventí a Roma.
S'havia iniciat en les bacanals, i per impedir que el seu amant li demanés per iniciar-se, li va explicar algunes coses sobre aquestes reunions que ell no sabia, i que ella havia après mentre era esclava amb la seva antiga senyora. Ebuci va revelar aquests fets al cònsol Espuri Postumi Albí, que va cridar a Hispala i mitjançant promeses i amenaces la va obligar a revelar els llocs, els ritus i els propòsits de les bacanals.
Una vegada desorganitzada la societat de les bacanals, Hispala va ser recompensada amb els privilegis d'una matrona nascuda lliure a Roma i com que s'esperava que els seguidors de les bacanals la voldrien matar, es va dictar un decret senatorial per la seva protecció i se li va donar un milió de sestercis de l'erari.